# Tračani
Tračani (engl. Thracians) je naziv za oko 200 plemena Tračko-Ilirske grane Indoeuropljana nastanjenih negdje od 2000. godina prije Krista pa do godina iza Krista na području jugoistočne Europe, odnosno između Karpata, Egejskog mora, Crnog mora te Vardara i Morave. Središte im je bilo područje današnje Bugarske. Pod rimsku vlast došli su 46. godine.

## Život i običaji
Od drugog Tisućljeća prije Krista narodi u području južnog Balkana razvijali su jedinstvenu kulturu i jezik, u povijesti su poznati kao Tračani. Njihov prosperitet trajao je sve do 46. godine iza Krista kada Tracija postaje provincijom Rima. Tračani nisu imali pisanog jezika pa nam o njima najviše govore arheolozi, kao i izvori starih Grka, osobito čuveni Herodot. 
Rano stanovništvo 2. po nekima. i 3. tisućlječa prije Krista (Dimiter Markovski) eksperti krste terminom Proto-Tračani. Ime Tračani javlja se negdje krajem drugog milenija prije Krista (prema Homeru),  'Od tog vremena termin postupno postaje uobičajeni etnonim stanovnicima područja između Karpata i Egejskog mora, Crnog mora i dolina i dolina rijeka Morave i Vardara, kaže akademik V. Georgiev. 
Tračani su bili ratari, uzgajivači goveda, vješti ratnici i konjanici pa i zanatlije. Oni su se sastojali od kojih 200 plemena koje su vodili kraljevi-svećenici, njihovi veliki ratnici činili su aristokraciju.  Usprkos velikoj sili i vještini u borbi, Tračani zbog svoje rascjepkanosti nisu nikada uspjeli postati vodeća sila jugoistočne Europe. Odrizi, jedno od vodećih plemena, pokušali su u 4. i 5 stoljeću prije Krista povezati plemena u savez, no ovo nije nikada upalilo. Njihova hrabrost u borbama bila je veoma poznata, od Rima i Grčke pa do Mezopotamije. Spartak je bez sumnje najpoznatiji pripadnik ovog naroda, simbol je snage i vještine tračanskog ratnika. 
Uz svoju vještinu u borbi, Tračani su bili i izvrsni zanatlije i umjetnici. u izradi zlatnog i srebrnog nakita i oruđa. Kod grada Panagyurishte u Bugarskoj pronađeno je zlatno blago koje pripada ovom narodu, datira iz vremena 3. stoljeća prije Krista (prema Dimiter Markovski) ili po podacima muzeja iz 4 st. Prije Krista. Ovo blago možda je pripadalo kralju Sewthu III., sastoji se od posuda (fiole, amfore, ritoni) izrađenog od 23-karatnog zlata, težine 6,14 kilograma. Sada se nalazi u Sofijskom Nacionalnom Povijesnom Muzeju.
Tračani su ipak smatrani barbarima. Svoja tijela su tetovirali, izgleda samo žene. Svoje kćeri Tračani su prodavali budućim muževima, a poligamiju su prakticirala mnoga njihova plemena, kod kojih je jedan muškarac mogao imati nekoliko žena. Mnogi religiozni običaji vezani su uz vjerovanje u život poslije smrti i ponovnog rođenja. Na vrhu socijalne hijerarhije je kralj-svećenik. Njih su Tračani zakapali u raskošnim grobnim humcima s popudbinom (hrana, nakit, oružje) koja mu može zatrebati na drugom svijetu. Ova popudbina često bi bili i njegov pas i ratni konj koji bi bili ubijeni, a žene su se često borile za čast da budu sahranjene s njim. I danas postoji odlično sačuvanih ovakvih grobnih humaka (mounda), a dva od njih su pod zaštitom UNESCO-a blizu Kazanlka, u Dolini ruža i Tračanska grobnica u Sveštarima kod Razgrada. Grob kod Kazanluka danas je zatvoren javnosti kako bi se sačuvale slikarije, a replike posjetitelji se mogu vidjeti u blizini. U ljeto 2004. godine pronađen je i veliki tračanski mauzolej iz 5. st. pr. Kr. u susjednom gradu Šipka (grad), tzv. Golema Kosmatka.

## Povijest
Dimiter Markovski smatra da se povijest Tračana može podijeliti u dva perioda: prvi datira od kraja 2. tisućljeća prije Krista pa do kraja 6. stoljeća prije Krista. Tokom tog perioda, a osobito iza 8. stoljeća iza Krista grčki kolonizatori počinju naseljavati egejski i crnomorski litoral. Drugi period, od 6. pa do 3. stoljeća prije Krista Zlatno je doba tračke države i kulture. Prema Herodotu oni su bili brojan narod, njihov etnos između Egejskog mora i Dunava iznosio je u prvom tisućljeću prije Krista oko 1,000,000 ljudi. Najveća alijansa Tračana, država Odriz (po plemenu Odrizi) ,postojala je između početka 5. stoljeća prije Krista do početka 3. stoljeća prije Krista, njihovo glavno središte nalazilo se na rijeci Marici.  Sredinom 4. stoljeća ova država dezintegrirala se u 3 manje alijanse, od kojih jedna s gradom Seuthopolis kod današnjeg Kazanluka održala se najduže. Državno vijeće kod Tračana zastupano je od plemenske aristokracije. Porezi unutar tračkih plemena ubirani su u zlatu i srebru ali i u odjeći i drugim artiklima. Oslikani zmaj bio je standardan kod Tračana.

## Popis plemena
| - 1.Agrianii (Agrijani); - 2.Apulii; - 3.Apsinthioi; - 4.Astai; - 5.Bebryoi; - 6.Berecyntae; - 7.Besii; - 8.Bisaltai; - 9.Bithyni; - 10.Briantai; - 11.Brisai; | - 12.Brygoi; - 13.Carpi (Karpi); - 14.Corpilli; - 15.Costabocii (Kostoboci); - 16.Crobyzii; - 17.Dacii (Dačani); - 18.Daursioi; - 19.Derronea; - 20.Dioi; - 21.Disorai; - 22.Drosoii; | - 23.Drugerii; - 24.Edonii; - 25.Galaioi; - 26.Getae; - 27.Iaiai (Lai); - 28.Maedi; - 29.Maedobythini; - 30.Mezeanoi; - 31.Mygdones; - 32.Mysoi (Moesii); - 33.Nipsaioi; | - 34.Odomantii; - 35.Odrysiai; - 36.Oitensisi; - 37.Olizones; - 38.Paioplai; - 39.Panaioi; - 40.Piastai; - 41.Piengitai; - 42.Pienghigoi; - 43.Pyrogeri; - 44.Rondaicii; | - 45.Saboii; - 46.Saiaii; - 47.Samaioii; - 48.Sapaioi; - 49.Selletes; - 50.Serdoi; - 51.Sialetai; - 52.Sintoi; - 53.Singi; - 54.Siriopaionos; - 55.Sithones; | - 56.Sucii; - 57.Sacii; - 58.Terizii; - 59.Thunataii; - 60.Tilataioi; - 61.Tintenoi; - 62.Tranipsai; - 63.Trausi; - 64.Treres; - 65.Tribalii; - 66.Tiragetae; | - 67.Usdicesii; - 68.Utii; - 69.Zbalenoi; - 70.Zeranioi; - 71.Bolohovenii (). |

## Vanjske poveznice
- Drevni Tračani: Umjentost, kultura, povijest i blago  Arhivirana inačica izvorne stranice od 17. prosinca 2008. (Wayback Machine)
- Antička Trakija  Arhivirana inačica izvorne stranice od 23. listopada 2020. (Wayback Machine)